# Homocyclops ater
Homocyclops ater – gatunek widłonoga z rodziny Cyclopidae; jedyny przedstawiciel rodzaju Homocyclops. Jako pierwszy opisał go w 1882 roku Clarence Luther Herrick, nadając mu nazwę Cyclops ater.